# Auto Europe
Auto Europe är ett av de största, globala nätverken för hyrbilsförmedling och samarbetar med cirka 20 000 uthyrningskontor i 180 olika länder i Europa, Asien, Afrika samt Syd- och Nordamerika. Företaget har ackrediterats med betyget A+ från Better Business Bureau sedan April 2, 1993. Företagets affärsidé är att erbjuda hyrbilar till de lägsta priserna på marknaden.

## Historia
Auto Europe grundades 1954 i USA av Alex Cecil med det huvudsakliga målet att hyra ut VW-bubblor till amerikaner som besökte sina barn stationerade i Europa. Vad som var nyskapande med denna affärsidé var att erbjuda bilar ur uthyrarnas flottor till turister, i en bransch som på den tiden främst marknadsförde sina hyrbilar till affärsresenärer. Företaget har sedan dess växt avsevärt och har nu tre kontor världen över. Huvudkontoret ligger i USA (Portland, Maine), medan det Europeiska regionkontoret ligger i Tyskland (München) och det asiatiska regionkontoret i Australien (Sydney). Sedan 1997, när Alex Cecil gick i pension, har företaget förvaltats av Imad Khalidi, VD och koncernchef för Auto Europe.
Auto Europe har erbjudit hyrbilar åt den svenska marknaden sedan 2002, då under namnet MyTravel Group som Auto Europe tillhörde fram till år 2003. I samband med olika bolagsförsäljningar inom MyTravel Group öppnade Auto Europe ett europeiskt kontor i egen regi år 2003 med främsta mål att betjäna de tysktalande marknaderna. 2004 expanderades marknaderna till Frankrike och 2005 och 2006 till Spanien, Belgien och Italien, för att sedan fortsätta att växa och betjäna fler marknader i Europa, Östeuropa och Norden. Det europeiska kontoret är flerspråkigt och idag arbetar cirka 190 medarbetare från 20 olika länder på kontoret i München.

## Tjänster och produkter
Auto Europes främsta tjänsteutbud består av att förmedla och arrangera hyrbilar världen över med hjälp av internationella biluthyrningsfirmor som exempelvis  Avis, Budget, Europcar, Hertz, Sixt, Alamo med flera, såväl som med ett stort antal nationella och regionala uthyrare världen över. Även denna verksamheten har expanderat och förgrenat sig till att innefatta många andra tjänster inom biluthyrning av lyxbilar och sportbilar som Porsche, Ferrari, Lamborghini, Maserati och Rolls Royce, med mera samt husbilar, motorcyklar som Harley Davidson i USA och transfer- och chaufförservice.
Förutom hyrbilar erbjuds även skydd av en hyrbils självrisk med Auto Europe. Detta är en service som innebär att om man blir debiterad för en skada på hyrbilen från biluthyraren så kan man antingen ansöka om att få tillbaka det debiterade beloppet från Auto Europe i efterhand eller slippa betala för det alls, beroende på vilken produkt man väljer. Vad som är skyddat på bilen skiljer sig även åt mellan produkterna. 